# 161-es busz (Budapest, 1977–2008)
A budapesti 161-es jelzésű autóbusz Rákoskeresztúr, városközpont és a Kucorgó tér között közlekedett körforgalomban. Az ellenkező irányban a 162-es busz járt. A vonalat a Budapesti Közlekedési Zrt. üzemeltette.

## Története
1975-ben átszervezték a 61-es és a 62-es buszcsaládot, az új koncepció lényege az volt, hogy a 61-esek az Örs vezér teréről, a 62-esek pedig a Zalka Máté térről induljanak. Korábban a két buszcsalád járatai mindkét végállomásról közlekedtek. Az átszervezés következtében indult el 61B busz a Rákoskeresztúr, Ferihegyi út végállomástól körjáratként Rákoscsabán.
Az 1977. január 1-jei átszervezés nem érintette a 61B-t, azonban augusztus 1-jén átadták az új rákoskeresztúri autóbusz-végállomást, ezért a járat a 161-es jelzést kapta.
2008. szeptember 5-én a 61-es és a 161-es buszokat összevonták, és 161-es jelzéssel indult új járat az Örs vezér tere és Rákoscsaba között, mely szintén körforgalomban közlekedik.

## Útvonala
| Rákoskeresztúr, városközpont → Kucorgó tér → Rákoskeresztúr, városközpont                                                       |
| --- |
| Rákoskeresztúr, városközpont vá. – Pesti út – Csabai út – Péceli út – Zrínyi utca – Pesti út – Rákoskeresztúr, városközpont vá. |

## Megállóhelyei
| 0  | Rákoskeresztúr, városközpont végállomás | 46, 61, 61E, 62, 69, 69A, 80, 97, 98, 162, 198, 297, Keresztúr |
| 1  | Ferihegyi út                            | 46, 61, 61E, 62, 69, 69A, 80, 97, 98, 162, 198, 297, Keresztúr |
| 3  | Szárny utca                             | 69, 69A, 162                                                   |
| 4  | Szabadság sugárút                       | 69, 69A, 162                                                   |
| 5  | Lemberg utca                            | 69, 69A, 162                                                   |
| 6  | Óvónő utca                              | 69, 162                                                        |
| 7  | Csaba vezér tér                         | 69, 69A, 162                                                   |
| 8  | Csabagyöngye utca                       | 69A, 162                                                       |
| 9  | Regélő utca                             | 162                                                            |
| 10 | Császárfa utca                          | 162                                                            |
| 11 | Nagyszentmiklósi út                     | 162                                                            |
| 12 | Kucorgó tér                             | 97, 162, 297, Rákoskert                                        |
| 13 | Szabadság sugárút                       | 162, Rákoskert                                                 |
| 14 | Tápióbicske utca                        | 97, 162, 297, Rákoskert                                        |
| 15 | Sági utca                               | 97, 162, 297, Rákoskert                                        |
| 16 | Oroszvár utca                           | 162, Rákoskert                                                 |
| 17 | Mezőtárkány utca                        | 162, Rákoskert                                                 |
| 19 | Rákoskeresztúr, városközpont végállomás | 46, 61, 61E, 62, 69, 69A, 80, 97, 98, 162, 198, 297, Keresztúr |